# Targa Florio 1938

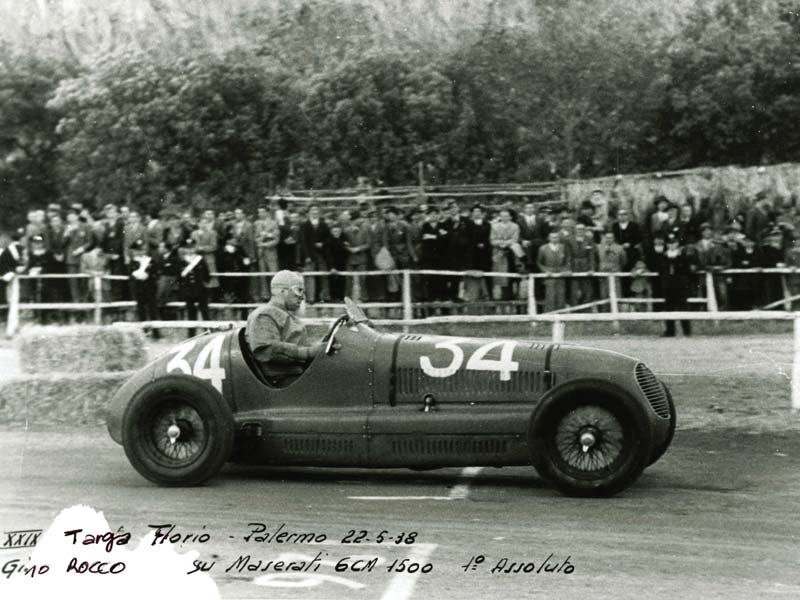
Rennsieger Giovanni Rocco im Maserati 6CM

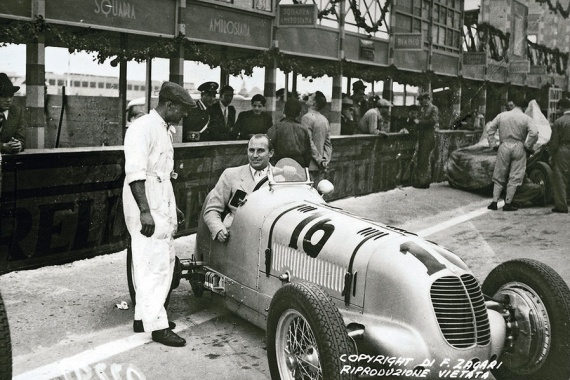
Paul Pietsch in seinem Maserati 4CM

Die 29. Targa Florio, auch XXIX Targa Florio und 2. Coppa Principe di Napoli, war ein Voiturette-Rennen auf Sizilien am 22. Mai 1938.

## Das Rennen

### Teams, Hersteller und Fahrer
Die Targa Florio 1938 war ein Maserati-Rennen, denn von den 16 gestarteten Teilnehmern fuhren 15 einen Maserati. Einziger Nicht-Maserati-Fahrer war Luigi Platé auf einem mehrere Jahre altem Talbot 700. Die beiden Werks-Maserati 6CM steuerten Giovanni Rocco sowie Aldo Marazza; die Scuderia Ambrosiana meldete drei 6CM für Manuel de Teffé, Ferdinando Righetti und Luigi Villoresi. Mit Paul Pietsch war nach vielen Jahren der Abwesenheit wieder ein deutscher Fahrer bei der Targa Florio am Start.
Gegenüber dem Vorjahr, als zum ersten Mal auf einem Rundkurs im Parco della Favorita von Palermo gefahren wurde, verkürzten die Veranstalter die Renndistanz von 60 auf 30 Runden. Dadurch verringerte sich die Fahrzeit der schnellsten Wagen auf 1 Stunde und 30 Minuten. 

### Der Rennverlauf
Die Führung des Trainingsschnellsten Ettore Bianco dauerte nur zwei Runden, dann schied er nach einem Unfall mit seinem Maserati 4CM aus. In der Folge entwickelte sich ein Zweikampf zwischen Luigi Villoresi und Aldo Marazza um die Führung. Vier Runden vor Schluss kollidierten die beiden Fahrzeuge bei einem Überholversuch von Villoresi. Während er das Rennen wieder aufnehmen konnte und als Dritter das Ziel erreichte, musste Marazza aufgeben. So kam Giovanni Rocco zu einem nicht mehr erwarteten Rennsieg, 2 Minuten und 10 Sekunden vor dem französischen Privatfahrer George Raphaël Béthenod de Montbressieux.

## Ergebnisse

### Schlussklassement
| 1           | Categoria Corsa per 1.5 Litro | 34 | Officine Alfieri Maserati                | Giovanni Rocco                           | Maserati 6CM | 30 |
| 2           | Categoria Corsa per 1.5 Litro | 40 | George Raphaël Béthenod de Montbressieux | George Raphaël Béthenod de Montbressieux | Maserati 6CM | 30 |
| 3           | Categoria Corsa per 1.5 Litro | 32 | Scuderia Ambrosiana                      | Luigi Villoresi                          | Maserati 6CM | 30 |
| 4           | Categoria Corsa per 1.5 Litro | 28 | Gianni Battaglia                         | Gianni Battaglia                         | Maserati 6CM | 30 |
| 5           | Categoria Corsa per 1.5 Litro | 4  | Gruppo Volta                             | Giuseppe Baruffi Luigi Soffietti         | Maserati 6CM | 30 |
| 6           | Categoria Corsa per 1.5 Litro | 12 | Scuderia Ambrosiana                      | Manuel de Teffé                          | Maserati 6CM | 29 |
| Ausgefallen |                               |    |                                          |                                          |              |    |
| 7           | Categoria Corsa per 1.5 Litro | 26 | Letterio Cucinotta                       | Letterio Cucinotta                       | Maserati 4CM |    |
| 8           | Categoria Corsa per 1.5 Litro | 30 | Officine Alfieri Maserati                | Aldo Marazza                             | Maserati 6CM | 26 |
| 9           | Categoria Corsa per 1.5 Litro | 24 | Scuderia Subaura                         | Dioscoride Lanza                         | Maserati 4CM |    |
| 10          | Categoria Corsa per 1.5 Litro | 20 | Scuderia Subaura                         | Edoardo Teagno                           | Maserati 6CM |    |
| 11          | Categoria Corsa per 1.5 Litro | 22 | Enrico Platé                             | Enrico Platé                             | Maserati 6CM |    |
| 12          | Categoria Corsa per 1.5 Litro | 2  | Luigi Platé                              | Luigi Platé                              | Talbot 700   |    |
| 13          | Categoria Corsa per 1.5 Litro | 14 | Scuderia Ambrosiana                      | Ferdinando Righetti                      | Maserati 6CM |    |
| 14          | Categoria Corsa per 1.5 Litro | 16 | Paul Pietsch                             | Paul Pietsch                             | Maserati 4CM | 3  |
| 15          | Categoria Corsa per 1.5 Litro | 38 | Scuderia Subaura                         | Ettore Bianco                            | Maserati 4CM | 2  |
| 16          | Categoria Corsa per 1.5 Litro | 36 | Count Lurani                             | Giovanni Lurani                          | Maserati 4CM | 2  |

### Nur in der Meldeliste
Hier finden sich Teams, Fahrer und Fahrzeuge, die ursprünglich für das Rennen gemeldet waren, aber nicht daran teilnahmen.
| Pos. | Klasse                        | Nr. | Team                | Fahrer         | Chassis      |
| ---- | ----------------------------- | --- | ------------------- | -------------- | ------------ |
| 17   | Categoria Corsa per 1.5 Litro | 6   | Scuderia Torino     | Pietro Ghersi  | Maserati 6CM |
| 18   | Categoria Corsa per 1.5 Litro | 8   | Scuderia Ambrosiana | Franco Cortese | Maserati 6CM |
| 19   | Categoria Corsa per 1.5 Litro | 10  | Ecurie Helvetia     | Armand Hug     | Maserati 4CM |
| 20   | Categoria Corsa per 1.5 Litro | 18  | Scuderia Torino     | Piero Taruffi  | Maserati 6CM |

### Klassensieger
| Klasse                        | Fahrer         | Fahrzeug     | Platzierung im Gesamtklassement |
| ----------------------------- | -------------- | ------------ | ------------------------------- |
| Categoria Corsa per 1.5 Litro | Giovanni Rocco | Maserati 6CM | Gesamtsieg                      |

### Renndaten
- Gemeldet: 20
- Gestartet: 16
- Gewertet: 6
- Rennklassen: 1
- Zuschauer: unbekannt
- Wetter am Renntag: trocken und sehr heiß
- Streckenlänge: 5,718 km
- Fahrzeit des Siegerteams: 1:30:04,600 Stunden
- Gesamtrunden des Siegerteams: 30
- Gesamtdistanz des Siegerteams: 171,600 km
- Siegerschnitt: 114,300 km/h
- Schnellste Trainingszeit: Ettore Bianco – Maserati 4CM (#38) – 3:18,200
- Schnellste Rennrunde: Aldo Marazza – Maserati 6CM (#30) – 2:52,200 = 119,700 km/h
- Rennserie: zählte zu keiner Rennserie